# José Manuel Tengarrinha
José Manuel Marques do Carmo Mendes Tengarrinha (Portimão, 12 de abril de 1932 – Estoril, 29 de junho de 2018) foi um jornalista, escritor, historiador, professor universitário, presidente do partido político MDP/CDE (Movimento Democrático Português / Comissão Democrática Eleitoral) e deputado à Assembleia  Constituinte e à Assembleia da Republica de Portugal.

## Carreira política
Fundador do Movimento Democrático Português / Comissão Democrática Eleitoral (MDP / CDE), destacou-se na luta política, antes do 25 de Abril, em Portugal. Esteve preso pela PIDE na cadeia do Aljube e em Caxias, foi proibido de exercer a sua profissão de jornalista e de professor, tendo sido um dos presos libertados no dia 27 de abril de 1974.
Foi deputado à Assembleia Constituinte e à Assembleia da República. Tornou-se presidente do MDP/CDE após  a transformação deste em partido politico.
Foi candidato às eleições legislativas de 2015 pela candidatura LIVRE/Tempo de Avançar e filiou-se depois no partido político LIVRE, de cuja Assembleia foi membro.

## Carreira profissional
Em 1958 concluiu a licenciatura em Ciências Históricas e Filosóficas, na Faculdade de Letras da Universidade de Lisboa. Desde 1953 que trabalhara como jornalista profissional no jornal República, tendo sido, também, o chefe de Redação, até 1962, de um projeto inovador, o Diário ilustrado. Trabalhou igualmente, ao lado de António José Saraiva, Maria Lamas e Júlio Pomar na revista Vértice. 
Na década de 60, integrou a redação da revista Seara Nova. Em 1962, foi-lhe outorgado o Prémio da Associação dos Homens de Letras do Porto, com o apoio da Fundação Calouste Gulbenkian, pela obra António Rodrigues Sampaio, Desconhecido, que coligia uma série de ensaios publicados em sucessivas edições do Diário de Lisboa. 
Na condição de bolseiro da Fundação Calouste Gulbenkian prosseguiu, entre 1963 e 1966, os seus estudos sobre o Século XIX Português, uma das suas áreas prediletas de investigação. Na companhia de Vitorino Nemésio, Joel Serrão e José Augusto França, fundou o dirigiu o Centro de Estudos do Século XIX do Grémio Literário, que manteve atividade entre 1969 e 1974. Nesse âmbito foram realizadas numerosas atividades de investigação e ação de promoção cultural, nomeadamente, cursos, colóquios e conferências sobre o Portugal Oitocentista.
Tengarrinha foi acolhido como docente na Faculdade de Letras da Universidade de Lisboa, por decisão tomada por um plenário de estudantes, logo a seguir à Revolução dos Cravos. Na Universidade de Lisboa viria a reger algumas cadeiras centrais para a compreensão da história contemporânea de Portugal, incluindo os domínios económico-sociais. Os seus interesses, como historiador, pelos movimentos sociais, pelas manifestações da liberdade, em particular na construção de uma verdadeira esfera pública, que só o advento da imprensa permitiu e permite, foram acompanhados com coerência plena pelos seus esforços como dirigente partidário. 
Terminou a sua carreira universitária como professor catedrático jubilado. O seu extenso espólio foi acolhido pela Biblioteca da Faculdade de Letras da Universidade de Lisboa.

## Vida pessoal
É irmão de Margarida Tengarrinha.
Casou-se em 1958 com Maria Armanda Pires Falcão, do qual se separou dez anos depois. Depois com Helena Pato em 1969, com quem teve dois filhos, e separaram-se em 1983. Tendo-se casado depois com Barbara Tengarrinha, de 1993 até ao seu falecimento.
Morreu a 29 de junho de 2018 aos 86 anos de idade. Barbara ajudou na públicação póstuma do seu livro Lutas laborais e a formação da classe operária portuguesa.